# Malgersdorf
Malgersdorf est une commune de Bavière (Allemagne), située dans l'arrondissement de Rottal-Inn, dans le district de Basse-Bavière.

## Histoire
Le village de Malgersdorf est mentionné pour la première fois en 1130 dans des documents de l’abbaye de Niederaltaich. Au cours du Moyen Âge, la région est fortement marquée par l’agriculture et les relations féodales entre les monastères et les seigneuries locales. L’administration moderne de la commune a été structurée dans le cadre des réformes territoriales de la Bavière au XIXe siècle.

## Jumelage
La commune de Malgersdorf est jumelée avec :
- Đakovo (Croatie) depuis le 8 mai 2004